# Strandboot

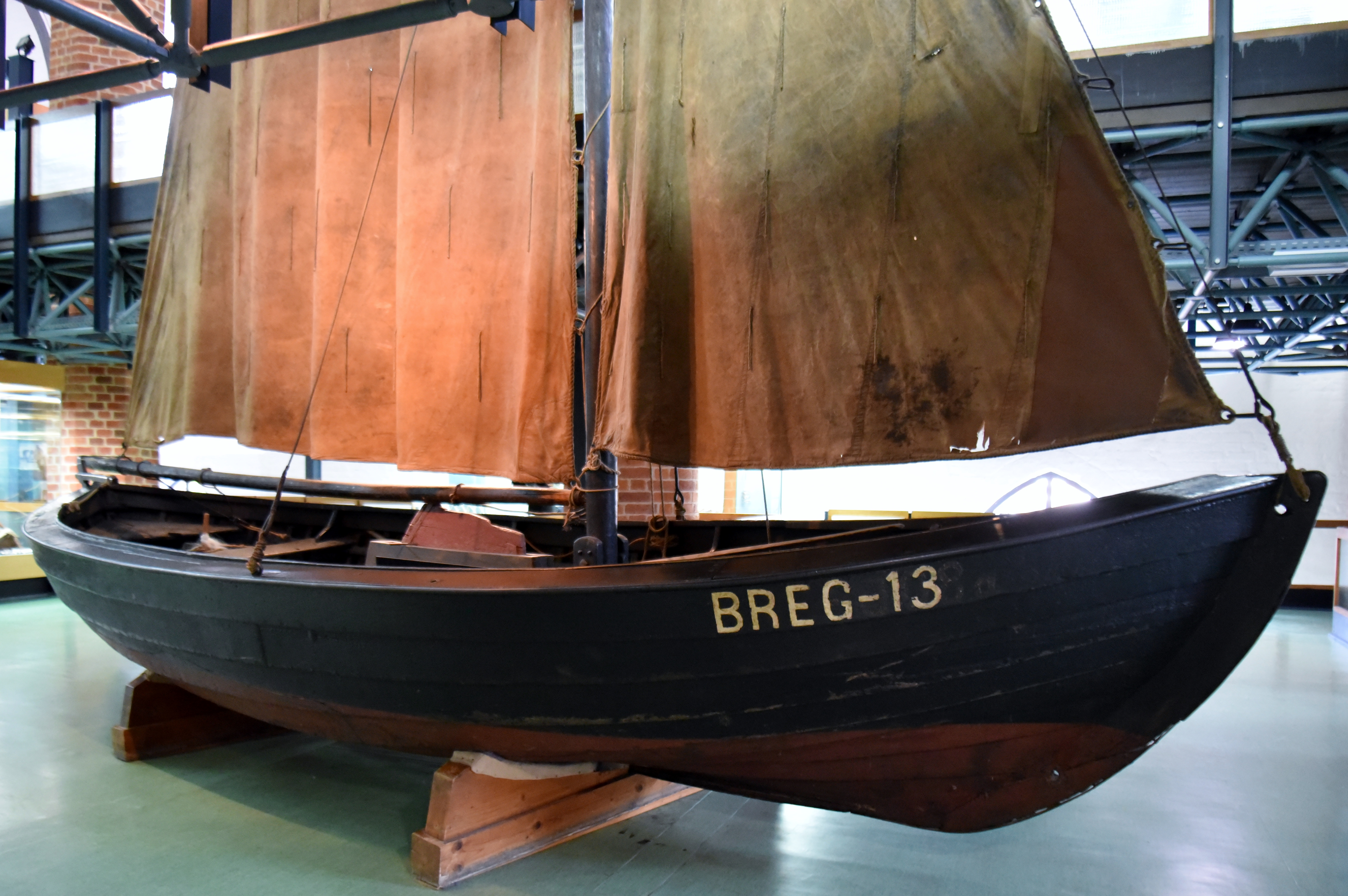
Das Strandboot Erika

Strandboot (auch Schörboot oder Schörer) ist ein alter Bootstyp vor allem an der Ostseeküste Vorpommerns. Das gedeckt gebaute Boot diente der Küstenfischerei und war bis etwa 1930 im Gebrauch. Es wurde danach durch motorisierte Fischkutter ersetzt. Das einmastige Strandboot wurde besegelt. Die Takelung war regional unterschiedlich und richtete sich auch nach der Größe der Strandboote. Bis zum Anfang des 19. Jahrhunderts wurden sowohl lose als auch feste Luggersegel, später auch Spriet- und Gaffelsegel verwendet. Ein 1924 gebautes Strandboot, die Breg-13 Erika, kann im Meeresmuseum Stralsund besichtigt werden.